# Bách thanh nâu
Bách thanh nâu hay Bách thanh mày trắng (danh pháp hai phần: Lanius cristatus) là một loài chim thuộc Họ Bách thanh chủ yếu phân bố ở châu Á. Nó có quan hệ gần với Bách thanh lưng đỏ (Lanius collurio) và Bách thanh Isabelline. Giống như hầu hết các chim bách thanh khác, nó có một "mặt nạ tên cướp" màu đen riêng biệt qua mắt và được tìm thấy chủ yếu trong môi trường bụi rậm mở, nó đậu trên ngọn của bụi gai để tìm kiếm con mồi. Một số quần thể của loài phân bố rộng rãi này hình thành phân loài riêng biệt sinh sản ở châu Á ôn đới và di chuyển đến khu đông của họ trong vùng nhiệt đới châu Á. Chúng đôi khi được tìm thấy như là kẻ sống lang thang ở châu Âu và Bắc Mỹ.